# Ávas (Évros)
Ávas (grec moderne : Άβας) est une localité située dans le dème d'Alexandroúpoli, du district régional d'Évros, dans la periphérie de Macédoine-Orientale-et-Thrace, en Grèce.
Selon le recensement de 2021, la population du village compte 486 habitants.